# オプザイル
オプザイルとは、バイナリーオプション用の情報商材を高額で販売する特定の「若いイケイケ男女達」の集団をさす、主にインターネット上で作られた言葉である。オプザイル側では、自身らをDivergenceという投資集団と称している。「主に高額な投資情報の商材を売りつける詐欺行為を行っている」として、NHKの情報番組シブ5時などで取り上げられたことがある。これらオプザイルを裏で操っている人物はヒロキ・ナカヤマであるという説が有力である。

## オプザイルの名称の由来
ダイヤモンド社のザイ・FXやNHKによれば、オプザイルの定義は「ツイッターやフェイスブックで高級ホテルや飲食店での豪遊ぶりを見せつけ、興味を持った人へバイナリーオプションのシグナルツールを30〜50万円ほどで売りつける集団」である。オプザイルのメンバーは20代がほとんどで、染髪や全身をブランド品で着飾るという派手な服装などの特徴がある。こうしたメンバー個々人の特徴と集団での行動という特性から「バイナリーオプション版のEXILE」といった意味で「オプザイル」と名づけられている。

## 商材
NHKとダイヤモンド社、そして投資に関する著作のあるライターの高城泰が、オプザイルの商材を確認したところ、中身は「投資のタイミングや値動きを示唆する「シグナルツール」と呼ばれるもの」だったという。さらに続けて、「ツールの起動画面などから、アメリカのFX会社が顧客に無料で配布しているものに、機能を加えたものと見られ、それをいわば二次販売している」という分析がなされた。加えて「金融取引のテクニックを説明する付属の文書は基本的なことばかりで、専門用語の誤記もあり、投資のプロではない人が書いた」ものではないかと分析がされている。また、NHKが2016年9月20日に報じたところによると、このUSBツールのマニュアルや支援ソフトの通りに取引をしても利益が全くでないものであるという。
さらにダイヤモンド社が、実際にオプザイルの被害にあった人物から借り受けたオプザイルの商材を確認したところ、商材はバイナリーオプション向けのUSBツールであった。このUSBツールは2016年12月現在、AirおよびAxisの2種類があるが、いずれも内容面では大差がなく、主に販売ルートの違いで2種類に分かれていることが確認されている。具体的な内容としては、ロシアのメタクオーツ・ソフトウェア社が開発した取引ツールで、米国のとある外国為替証拠金取引業者が口座開設者向けに無料で頒布しているメタトレーダーというものが組み込まれている。本来このメタトレーダーは、通常はそれがメタトレーダー口座のある外国為替証拠金取引業者などを通じて頒布されているものであり、それを無許可で販売していることは、法律により保護された知的財産権等を侵害している可能性が高いとダイヤモンド社は主張している。

## 勧誘対象とその手口
オプザイルは、「外国為替証拠金取引の中でもとりわけリスクが高い」とされるバイナリーオプションで儲けを生むことをエサに、主としてツイッター上で、投資未経験者の中から無作為に詐欺の対象者を選定し、いわゆる投資詐欺に当たるような勧誘を行っている。比較的ITリテラシーが高いとされる若い世代が多数含まれているのが特徴である。
勧誘の方法としては、まずツイッターやフェイスブックなどのSNSで、無作為に抽出した対象者をフォローし、その対象者に対して、毎月バイナリーオプションで数十万円から数百万円程度を稼いでいるふりをし、高級ホテルや飲食店での豪遊ぶりを見せつけながら、「人生を変えるには一歩踏み出そう」などと金融商品への投資を呼びかける。それに対し対象者が、なぜそのような豪遊ができるのか疑問を持ったところで、対象者に対しバイナリーオプションで稼いだからであると、デモ取引画面など実際の取引画面ではない画面のキャプチャーなどを見せながら語る。その結果、対象者が興味を持った段階で、対象者にバイナリーオプションのシグナルツールを30〜50万円ほどで売りつけるというのがオプザイルの勧誘手法と投資詐欺の流れである。
さらに、対象者が実際にツールを購入した段階で、「1本売ったら10万円あげるから営業がんばってね」と対象者に告げる。その対象者がまた、新たに詐欺的勧誘の対象者を選び勧誘を行うことを繰り返すねずみ講方式を取ることで、オプザイルは増殖していると見られている。
国民生活センターによると、こうしたオプザイルによる詐欺的なUSB商材の販売に関する相談が2015年以降急増しており、国民生活センターでは「バイナリーオプションという金融商品の知名度が上がってきたことに乗じて、情報商材を販売する者が出てきたのでは」と指摘し、続けて「必ずもうかるという現実的にありえない言葉で誘う個人や業者には警戒してほしい」と警鐘を鳴らしているとNHKでは報じている。
オプザイルは「中心的な人物がいるようなしっかりした組織」ではないため、明確な事務所などが存在するわけではない。しかしながら、頻繁に勧誘を行っている地域は、名古屋を中心に静岡、仙台など、特定の地域に偏っていることが確認されている。NHKの記者によると、地元のゆるやかなつながりのなかでこうした勧誘を行うのは、一般的にグループによる詐欺事件に多いパターンであるという。

## 法令上の問題
オプザイルのこうした行動は法令上、以下の2つの観点から法令違反に当たる危険がある。
金融商品取引法上の問題
金融商品取引法第29条によれば、投資助言業を含む「金融商品取引業は、内閣総理大臣の登録を受けた者でなければ、行うことができない」とされており、内閣総理大臣の登録を受けずに金融商品取引業を行った者は、5年以下の懲役または500万円以下の罰金に処される、または併科を受けることになることが金融商品取引法第197条の2第10号の4に規定されている。オプザイルの勧誘行為は、金融商品取引法第2条8項11号イおよびロに規定される投資助言業に当たる行為とみなされる可能性があり、弁護士の荒井哲朗によると、前述の業登録を義務付けた法令に違反している可能性があるという。
民法上の問題
弁護士の荒井哲朗によれば、オプザイルは「ソーシャルメディアで華やかな暮らしぶりを宣伝して相手を信じ込ませたうえで、金融商品のリスクを十分に説明しないで勧誘」している可能性があり、これは民法709条に規定される不法行為に当たる悪徳商法の1つである「雰囲気商法」に該当するという。

## ハイローオーストラリア
2013年以降、日本国内では、「1分や5分で満期を迎えるような短期商品」の取扱いを金融庁が禁止し、さらに日本証券業協会がバイナリーオプション取引に関する規則を制定し、同規則第5条において「バイナリーオプション取引について、各銘柄の取引期間を2時間以上となるよう、また、各銘柄の判定期限を同時又は間隔が2時間以上となるよう設定しなければならない」としたため、日本国内のバイナリーオプション業者は、取引期間を2時間未満とする商品は販売していない。しかしながら、外国のバイナリーオプション業者が、取引期間を2時間未満とする商品を日本国内で販売することは、規制されていないため、日本国内でも超短期でのバイナリーオプション取引を希望する者がこうした外国の業者を使っての取引を行っている。そのような中、オプザイルのメンバーらも、Highlow Markets社なる外国の業者が運営するハイローオーストラリアを経由しての取引を実行し、また勧誘の対象者にもハイローオーストラリアの利用を推奨している。しかしながら、このハイローオーストラリアを運営するHighlow Markets社については、金融庁が警告書を発出しており、利用業者そのものにも危険がある。そのような危険から国民を保護するため、金融庁では、ハイローオーストラリアなどの無登録の海外所在業者について、「業務の実態等の把握が難しく、仮にトラブルが生じたとしても業者への追及は極めて困難です。契約は行わないでください」と日本国民に対して求めているという実態がある。

## 脚註